# Aldeia das Dez
Aldeia das Dez és una freguesia portuguesa del municipi d'Oliveira do Hospital, amb 18,69 km² d'àrea i 531 habitants (al cens del 2011). La densitat de població n'és de 29,3 hab/km². També es coneix com Aldeia das Flores per la tradició del llogaret de decorar els carrers amb flors. És rica en patrimoni oral, il·lustrat per la llegenda de l'Aldeia das Dez.

## Llegenda de l'Aldeia das Dez
La llegenda de l'Aldeia das Dez té l'origen en la conquesta cristiana de la península Ibèrica i està relacionada amb l'actual nom del llogaret. Segons la llegenda, durant la conquista cristiana deu dones haurien trobat un tresor en una cova situada al vessant de Monte do Colcurinho. D'acord amb la tradició oral i amb alguns documents que van sobreviure, aquest tresor posseïa un valor immaterial. Aquestes dones se n'haurien adonat de la importància i, en un pacte que persisteix fins hui, separaren entre elles les peces que el componien i les han passat de generació en generació, mantenint-ne fins hui el secret.
Pel que fa al tresor, es creu que en formen part monedes d'Antoní amb inscripcions xifrades, i una d'aquestes es troba clavada al marc d'un quadre que narra aquesta llegenda. D'aquest quadre poc més se sap, a banda d'haver aparegut a mitjan segle XX en un antiquari d'Oliveira do Hospital, i haver tornat a desaparéixer. Hauria estat pintat per una de les descendents de les deu dones i es creu que pintant la llegenda podia oferir una clau del seu secret.

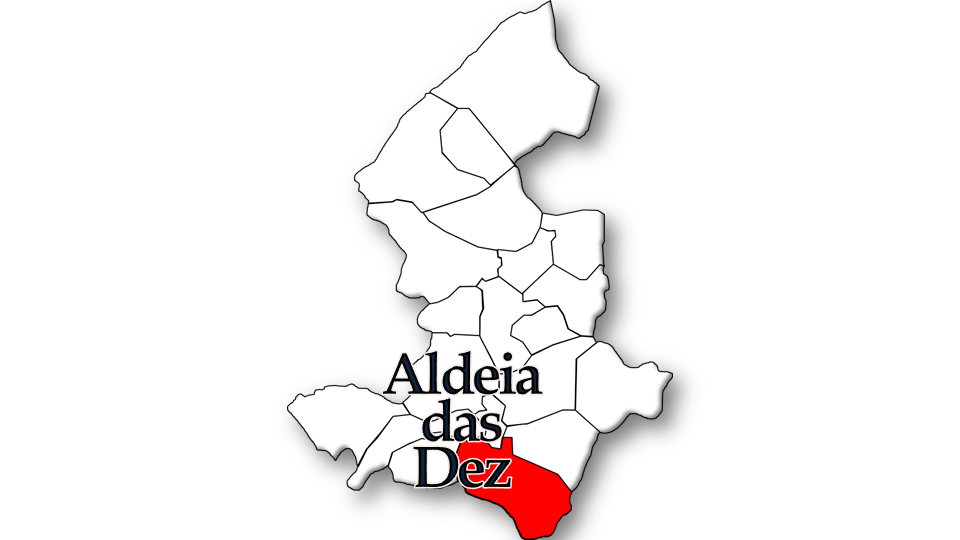
Situació al municipi d'Oliveira do Hospital

## Població
| Població de la freguesia d'Aldeia das Dez | Població de la freguesia d'Aldeia das Dez | Població de la freguesia d'Aldeia das Dez | Població de la freguesia d'Aldeia das Dez | Població de la freguesia d'Aldeia das Dez | Població de la freguesia d'Aldeia das Dez | Població de la freguesia d'Aldeia das Dez | Població de la freguesia d'Aldeia das Dez | Població de la freguesia d'Aldeia das Dez | Població de la freguesia d'Aldeia das Dez | Població de la freguesia d'Aldeia das Dez | Població de la freguesia d'Aldeia das Dez | Població de la freguesia d'Aldeia das Dez | Població de la freguesia d'Aldeia das Dez | Població de la freguesia d'Aldeia das Dez |
| ----------------------------------------- | ----------------------------------------- | ----------------------------------------- | ----------------------------------------- | ----------------------------------------- | ----------------------------------------- | ----------------------------------------- | ----------------------------------------- | ----------------------------------------- | ----------------------------------------- | ----------------------------------------- | ----------------------------------------- | ----------------------------------------- | ----------------------------------------- | ----------------------------------------- |
| 1864                                      | 1878                                      | 1890                                      | 1900                                      | 1911                                      | 1920                                      | 1930                                      | 1940                                      | 1950                                      | 1960                                      | 1970                                      | 1981                                      | 1991                                      | 2001                                      | 2011                                      |
| 1 270                                     | 1 360                                     | 1 381                                     | 1 641                                     | 1 702                                     | 1 759                                     | 1 725                                     | 1 690                                     | 1 487                                     | 1 433                                     | 1 100                                     | 898                                       | 785                                       | 627                                       | 531                                       |

## Patrimoni
- Santuari de Nossa Senhora das Preces
- Capella de Nossa Senhora das Necessidades (Monte do Colcurinho)
- Capelles de Senhora das Dores, de Santo Amaro, de S. Paulo, de S. Francisco, de Santa Margarida, de S. Lourenço i de Santa Eufémia
- Creu de terme
- Solar de Matos Pereira
- Cases de "S", de Fàbrica i de Tavares
- Pont de Três Entradas
- Mirador del Penyal de Saudade
- Pedra Aigra
- Gramaça
- Xiprer monumental
- Ruta Imperial[2]

## Gràfics

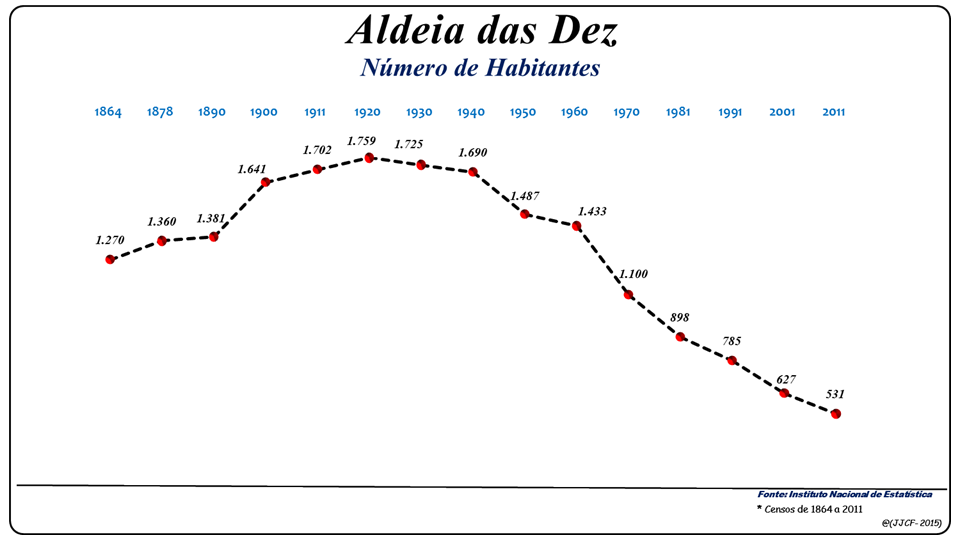
Evolució de la població (1864 / 2011)
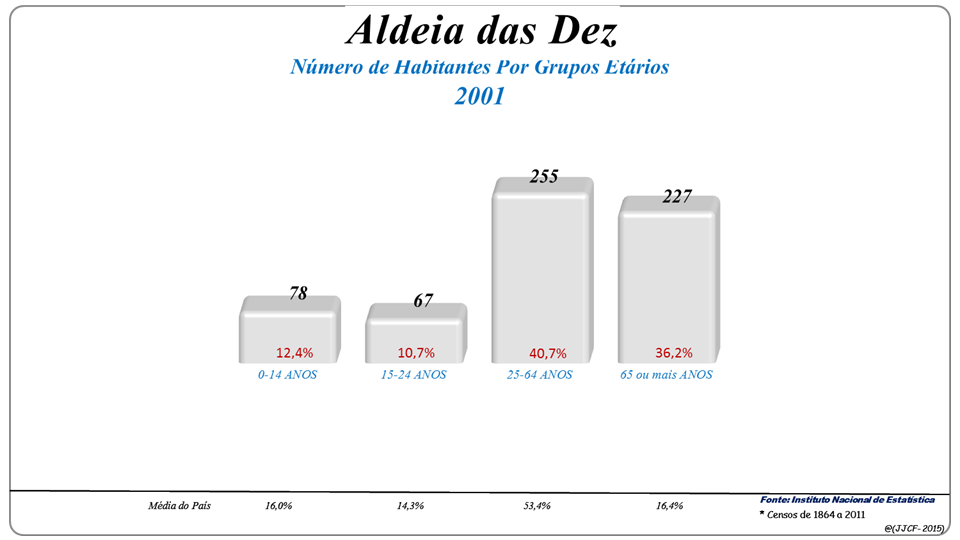
Grups d'edat (2001 i 2011)
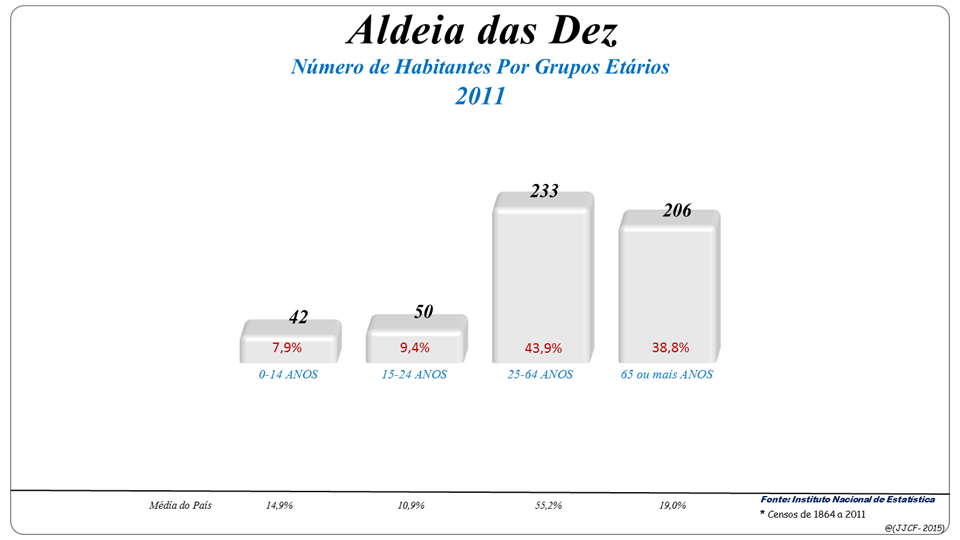
Grups d'edat (2001 i 2011)